# 31886 Verlisak
31886 Verlisak è un asteroide della fascia principale. Scoperto nel 2000, presenta un'orbita caratterizzata da un semiasse maggiore pari a 2,3281936 UA e da un'eccentricità di 0,1478980, inclinata di 3,60761° rispetto all'eclittica.